# Пушкин, Степан Гаврилович
Степан Гаврилович Пушкин (? — 1656) — стольник (1627), окольничий (1648), воевода и дипломат.

## Биография
Представитель дворянского рода Пушкиных. Второй сын воеводы и думного дворянина Гавриила Григорьевича Пушкина (? — 1638) от первого брака с Марией Мелентьевной Ивановой (ум. 1605). Старший брат — боярин, воевода и дипломат Григорий Пушкин «Косой» (ум. 1656).
В 1625 и 1628 годах Степан Пушкин присутствовал во время приёма царем Михаилом Фёдоровичем персидского посольства, а в 1631 году — при приёме шведского посла Антона Монира. В 1635 году, на обеде у царя литовских послов, С. Г. Пушкин «смотрел в кривой стол», а на обеде с персидскими послами носил пить в большой стол. В 1637 году он был на приёме литовского гонца.
В 1636, 1640, 1649—1652 годах Степан Гаврилович Пушкин вместе в другими сановниками оставался в Москве во время отсутствия царей Михаила Фёдоровича и Алексея Михайловича.
В 1639 году С. Г. Пушкин «дневал и ночевал» у гробов царевичей Ивана Михайловича и Василия Михайловича. В 1644 году он находился на воеводстве в Рыльске, откуда посылал военные отряды в Рыльский и Путивльский уезды против крымских татар.
В 1646 году — воевода в Одоеве. Во время набега крымских татар на Курский, Рыльский уезды и Комарицкую волость он получил приказ прибыть с полком из Одоева в Калугу, а затем отправиться в Курск на соединение с воеводой князем Семёном Васильевичем Прозоровским. В том же 1646 году Степан Пушкин составлял переписные книги по городу Суздаль, описывал дворы, людей и дворцовые волости в Решемской слободе, поместные в вотчинные сёла, деревни и дворы во станах Суздальского уезда.
В 1647 году — воевода в Великом Устюге. В 1648 году был пожалован царем Алексеем Михайловичем из стольников в окольничие. В 1649 году во время богомольного «похода» царя В Троице-Сергиеву лавру Степан Пушкин ехал впереди и подготовлял остановки (станы) по дороге. В декабре 1649 года вместе со старшим братом Григорием Пушкиным был отправлен в Варшаву для заключения договора между Речью Посполитой и Московским государством. При этому ему был пожалован титул наместника алаторского.
В 1650—1651 годах польские послы Пражмовский и Витовский, приезжавшие в Москву для переговоров, были «в ответе» с братьями Григорием и Степаном Пушкиными. За посольскую службу в Польше Степан Гаврилович Пушкин получил 22 октября 1650 года шубу, крытую атласом «золотным», кубок и придачу к прежнему окладу 70 рублей.
В 1652 году Степан Пушкин безуспешно местничал с князьями Юрием и Дмитрием Алексеевичами Долгоруковыми и был посажен по царскому приказу в тюрьму. В 1653 году он находился на воеводстве в Путивле. В случае набега крымских татар на южнорусские уезды С. Г. Пушкин должен был соединиться с боярином Василием Борисовичем Шереметевым в Яблонове.
В 1654 году окольничий Степан Гаврилович Пушкин участвовал в смоленском походе русской армии под предводительством царя Алексея Михайловича. В 1654—1655 годах вместе со старшим братом Григорием находился на воеводстве в Смоленске.
В 1656 году, когда царь Алексей Михайлович снова отправился из Москвы под Смоленск, Степан Пушкин был «оставлен» на Москве, то есть ему был поручен главный надзор за порядком, и, по существовавшему обычаю, должен был явиться к царю перед отъездом его из Москвы. Но в «Дворцовом разряде» за 1656 года было написано: «Окольничий Степан Гаврилович Пушкин у государя у руки не был за болезнью, и после того его не стало».

## Семья и дети
Был женат на Елене Даниловне, от брака с которой имел двух сыновей и двух дочерей:
- Матвей Степанович Пушкин (ок. 1630—1706), стольник (1658), окольничий (1678), боярин (1682) и воевода
- Яков Степанович Пушкин (? — 1699), стряпчий (1676), стольник (1684), окольничий (1686) и боярин (1691)
- Дарья Степановна Пушкина (ум. 1663), жена с 1656 года Никиты Ивановича Шереметева (ум. 1675)
- Ирина Степановна Пушкина (ум. после 1656).